# Lobos Athletic Club

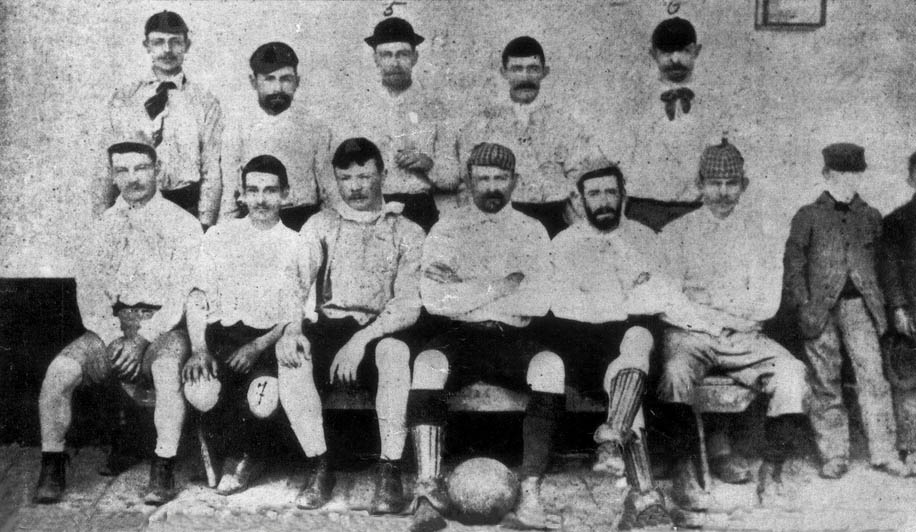
El primer equipo de fútbol, año 1892.

El Lobos Athletic Club es una institución deportiva de la ciudad de Lobos, cabecera del partido homónimo de la Provincia de Buenos Aires, que fue fundada el 3 de julio de 1892 por un grupo de irlandeses asentados en Argentina, transformándose en uno de los equipos pioneros del fútbol en ese país, y uno de los primeros «equipos de campo».

## Historia

### Antecedentes
A mediados de septiembre de 1866 llegaron desde Inglaterra a la Argentina los hermanos James y Thomas Hogg, quienes conjuntamente con Thomas Jackson, Theodore Barlow Smith y Walter Heald fundaron en la ciudad de Buenos Aires el 9 de mayo de 1867 el Buenos Aires Football Club, primer club de fútbol de Sudamérica. El primer partido de fútbol del que existen crónicas se realizó el 20 de junio de 1867 en el Buenos Aires Cricket Club, en las inmediaciones de donde hoy se encuentra el Planetario Galileo Galilei, en el barrio de Palermo.
El 4 de febrero de 1884 el profesor escocés Don Alejandro Watson Hutton fundó en Buenos Aires el English High School, instituto que impulsó la práctica del fútbol. En sus gimnasios se formaron los deportistas que después integrarían varios de los primeros clubes y entre sus estudiantes se contaban los que fundarían el equipo del Lobos Athletic Club.

### Fundación
El equipo fue fundado el 3 de julio de 1892 por un grupo de irlandeses residentes en Argentina. Sus socios fundadores fueron Edmundo T. Kirk (presidente), Carlos Page, Patricio E. Kirk, Tomas Mackeon, Tomas P. Moore (capitán del equipo), Tomás Garrahan, Santiago Mackeon, Eugenio Seery, Juan Geoghehan, José Garrahan, Lorenzo Owens, Félix Dolan, Hugo Lawlor, Eduardo Walsh, William Weir, José Joyce, Eusebio Eguino, Eduardo Slamon y Eduardo Burbridge. En 1894 ingresaría a la Football Association League of Argentina.

### Campaña posterior
El 30 de agosto de 1895 y el 17 de abril de 1898 organizó los primeros Juegos Atléticos de la provincia de Buenos Aires. Disputados en el Hipódromo de Lobos, según las crónicas de la época convocaron a más de 3500 espectadores y compitieron 300 atletas. 
Pese a las dificultades de reunir a todo su equipo (ya que algunos vivían en la ciudad de Buenos Aires) en el campeonato de 1898 obtuvo por puntaje el primer lugar junto al Lomas Athletic Club, perdiendo en el desempate. Al año siguiente volvió a alcanzar el subcampeonato, siendo su último campeonato disputado. Convirtiéndose en el primer equipo argentino de fútbol en salir del país para un partido internacional, el 30 de julio de 1899 derrotaba al Albion Football Club de Montevideo por 2 tantos a 1 y el 31 vencía por 2 a 0 al Central Uruguay Railway Cricket Club (denominado a partir de 1913 como Club Atlético Peñarol).
Fue también el organizador del primer encuentro de fútbol entre selecciones de la provincia de Buenos Aires: “Campos del Norte” contra “Campos del Sud”, divididos por las líneas del Ferrocarril Central Oeste.
En 1899 la Argentine Association Football League determinó que los clubes afiliados debían poseer su campo de juego a no más de 30 km de la Capital Federal, lo que provocó su alejamiento del fútbol oficial y que en 1900 algunos de sus jugadores (Armando Coste, Walter Buchanan, Guillermo y Heriberto Jordan), exalumnos del English High School, dejaran el equipo para reintegrarse al de su antigua casa de estudios.
En 1901 el English High School Athletic Club se vio obligado a cambiar de nombre adoptando el de Alumni Athletic Club, y entre 1901 y 1911 obtuvo nueve campeonatos de la Liga y dos subcampeonatos.
Cuando el 20 de julio de 1902 la Selección Argentina de Fútbol vencía por 6 a 0 en su primer partido con la uruguaya, tres exjugadores del Lobos Athletic Club integraban el equipo: Walter Buchanan, Carlos Buchanan y Juan Moore. Moore fue en varias oportunidades capitán de la selección, único lobense que ocupó este puesto.
En 1927, Lobos estuvo afiliado a la Asociación Amateurs Argentina de Football aunque no participó de sus campeonatos.

## Palmarés

### Fútbol masculino
- Primera División Argentina:

Subcampeonatos (2): 1898 y 1899.
- Liga Lobense de Fútbol:

Campeonatos (34): 1934, 1935, 1939, 1945, 1958, 1959, 1960, 1961, 1963, 1965, 1966, 1966, 1967, 1969, 1977, 1977, 1979, 1980, 1985, 1986, 1987, 1987, 1989, 1990, 1990, 1991, 1991, 1996, 2004, 2009, 2010, 2013, 2017, 2025 (récord) 